# Cyaniris argiolus
Cyaniris argiolus är en fjärilsart som beskrevs av Eugen Johann Christoph Esper 1778. Cyaniris argiolus ingår i släktet Cyaniris och familjen juvelvingar. Inga underarter finns listade i Catalogue of Life.